# Douglas (ur. 1988)
Douglas, właśc. Douglas Franco Teixeira (ur. 12 stycznia 1988 we Florianópolis) – brazylijski piłkarz występujący na pozycji obrońcy. Od 2016 jest zawodnikiem Sportingu. Posiada także obywatelstwo holenderskie.

## Kariera
Douglas zawodową karierę rozpoczynał w klubie Joinville EC występującym w Campeonato Brasileiro Série C. Grał tam w sezonie 2006/2007. W tym czasie zagrał tam w 14 ligowych meczach. Latem 2007 roku trafił do holenderskiego FC Twente. W Eredivisie zadebiutował 22 grudnia 2007 w wygranym 2:1 meczu z SC Heerenveen. 11 marca 2008 w wygranym 2:0 spotkaniu z VVV Venlo strzelił pierwszego gola w trakcie gry w Eredivisie. W sezonie 2007/2008 zagrał tam 12 ligowych meczach i zdobył w nich jedną bramkę, a jego klub w klasyfikacji końcowej Eredivisie zajął 4. miejsce. W sezonie 2008/2009 Douglas grał z klubem w Pucharze UEFA, który Twente zakończyło na 1/16 finału, po porażce w dwumeczu z Olympique Marsylia. Natomiast w Eredivisie Douglas rozegrał 28 spotkań i zdobył 3 bramki, a także wywalczył z Twente wicemistrzostwo Holandii.
W 2013 roku Douglas przeszedł do Dynama Moskwa, a w 2015 do Trabzonsporu. W 2016 roku odszedł do portugalskiego Sportingu.